# Gare de Bédarieux
Gare de Bédarieux vasútállomás Franciaországban, Bédarieux településen.

## Vasútvonalak
Az állomást az alábbi vasútvonalak érintik:
- Béziers-Neussargues-vasútvonal
- Castres-Bédarieux-vasútvonal

## Kapcsolódó állomások
A vasútállomáshoz az alábbi állomások vannak a legközelebb:
- Gare de Béziers
- Gare du Bousquet-d'Orb
- Gare de Magalas